# Waleri Iwanowitsch Boldin
Waleri Iwanowitsch Boldin (russisch Валерий Иванович Болдин; geboren am 7. September 1935 in Tutajew, RSFSR, UdSSR; gestorben am 14. Februar 2006 in Moskau) war ein sowjetischer Politiker und zeitweise enger Berater Michail Gorbatschows.

## Leben
Boldin schloss sein Studium an der ökonomischen Fakultät der Staatlichen Agraruniversität im Jahr 1961 ab. Ein Jahr zuvor war er Mitglied der KPdSU geworden. Boldin schloss ein weiteres Studium Gesellschaftswissenschaften im Jahr 1969 ab und arbeitete in den folgenden Jahren im Redaktionskollegium der Parteizeitung Prawda. Er fungierte darüber hinaus seit 1982 als Berater Gorbatschows und war von 1987 bis 1991 Leiter der allgemeinen Abteilung des ZK der KPdSU.  Nach der Ernennung Gorbatschows zum Präsidenten der UdSSR im März 1990, wurde Waleri Boldin im Frühjahr 1990 zum Mitglied des Präsidialrates und zum Leiter des präsidialen Stabes ernannt. Diese Funktion hatte er bis August 1991 inne, nachdem es zum Bruch mit Gorbatschow gekommen war, da sich Boldin auf die Seite der Unterstützer des Augustputsches gestellt hatte.
Waleri Boldin starb im Jahr 2006 und wurde auf dem Moskauer Friedhof Trojekurowo beerdigt.